# La Voz Kids (programa de televisión mexicano)
La Voz Kids (español para The Voice Kids) es una competencia de series de televisión de canto mexicano para concursantes de 7 a 15 años y se transmite por Azteca Uno. El programa se estrenó originalmente el 12 de mayo de 2017 en Las Estrellas.Se basa en La franquicia The Voice creada por el productor de televisión John de Mol. Los derechos del programa fueron adquiridos por TV Azteca en 2020 para su tercera temporada.

## Formato
El espectáculo consta de tres fases: audición a ciegas, fase de batalla y espectáculos de actuación. Tres jueces/entrenadores (cuatro de la temporada tres y posteriores), todos artistas destacados, eligen equipos de concursantes a través de un proceso de audición a ciegas (18 miembros en la temporada 1-2, 15 en la temporada 3 y 21 en la temporada 4).

### Primera fase – Las audiciones a ciegas
Cada juez tiene la duración de la actuación del audicionista (alrededor de un minuto) para decidir si quiere a ese cantante en su equipo; si dos o más jueces quieren al mismo cantante (como sucede con frecuencia), el cantante tiene la elección final del entrenador.

### Segunda Fase – Las Batallas
En esta fase, tres artistas luchan entre sí directamente cantando juntos la misma canción, y el entrenador elige qué artista avanza a los espectáculos de actuación. Los artistas perdedores son automáticamente eliminados. En la cuarta temporada, se agregó la función 'Guardar'. Este nuevo giro permitió que otros entrenadores presionaran su botón, y al primero en hacerlo se le permitió caminar entre bastidores y dar la bienvenida a uno de los dos artistas eliminados a su equipo.

### Tercera fase: los espectáculos de rendimiento
En los Performance Shows, cada artista compite para recibir el voto de su entrenador y del público. Los artistas con los votos más altos de su equipo avanzan a la siguiente ronda. Esto se repite a lo largo del espectáculo hasta la Final, donde un artista por equipo es votado como el Top 4. En la Final, el artista más votado gana el título como The Voice 'Kid' de su país, junto con su entrenador.

## Entrenadores y anfitriones
Luego de cinco exitosas temporadas de La Voz... México, Televisa confirmó que también producirían la versión infantil con Maluma, Rosario Flores y Emmanuel & Mijares como entrenadores. Entrenador de la versión adulta, Yuri fue el presentador, junto con Olivia Peralta quien actuó detrás del escenario. En septiembre de 2019, Televisa anunció la emisión oficial de la segunda temporada etiquetándola como ¡La última y nos vemos!. Carlos Rivera y Lucero, quienes se desempeñaron como entrenadores en la versión para adultos, fueron confirmados como entrenadores, junto con Melendi. Ambos anfitriones regresaron para la segunda temporada.
La tercera temporada estaba programada para salir al aire a principios de 2020, pero debido a los retrasos de la pandemia de COVID-19, se retrasó hasta 2021. La filmación de la tercera temporada comenzó en octubre de 2020 con Belinda, Mau & Ricky, María José, y Camilo se revelan como los entrenadores. El 19 de enero de 2022, el programa vespertino Ventaneando anunció a la ex entrenadora de La Voz Ecuador Paty Cantú junto a las debutantes María León, Joss Favela y el dúo de entrenadores que regresan Mau y Ricky como parte del panel de entrenadores de la cuarta temporada.

### Entrenadores y anfitriones
| Temporada | Presentador | Entrenadores  | Entrenadores       | Entrenadores   | Entrenadores |
| --------- | ----------- | ------------- | ------------------ | -------------- | ------------ |
| 1         | Yuri        | Maluma        | Emmanuel & Mijares | Rosario Flores | N/A          |
| 2         | Yuri        | Carlos Rivera | Lucero             | Melendi        | N/A          |
| 3         | Eddy Vilard | María José    | Mau & Ricky        | Belinda        | Camilo       |
| 4         | Eddy Vilard | Mau & Ricky   | María León         | Paty Cantú     | Joss Favela  |

## Entrenadores y concursantes
1.º lugar
     2.º lugar
     3.º lugar
     4.º lugar
- Los finalistas de cada equipo están ubicados al principio de la lista, en negrita.
- Los participantes están listados en el orden en el cual fueron siendo eliminados.
- Los participantes están ordenados según la temporada en la cual han participado y el entrenador con el que participaron.
- Los nombres escritos en cursivas son los participantes que han sido eliminados.

| Temporada | Coaches | Coaches | Coaches | Coaches |
| 1         | Maluma | Mijares & Emmanuel | Rosario Flores | N/A |
| --------- | --- | --- | --- | --- |
| 1         | - Eduardo Barba - Leslie Mar - Ponchito Sandoval - André Real - Kymberly Chavarría - Santiago Sánchez                   | - Mariana Najera - Sara Dong - René Ojeda - Saúl Navarro - Johana Siaruqui - Roger Pascoe                                 | - Deylan López - Ildikó López - Amadeus Tijerina - Saribeth Castañeda - Regina Tiscareño - Azul Renteria                                      | N/A |
| 2         | Carlos Rivera | Lucero | Melendi | N/A |
| 2         | - Mario Girón - Moisés Habib - Ángela Martínez - Max Cervantes - Allison Rivera Ocaña - Anya Meraz                      | - Roberto Xavier - María José Hermosillo - Daniel Orlando - Evelyn Yuridia - Danna Lerma - Fátima Bocanegra               | - Mónica Plehn - Nicole Florencia - Adolfo Javier - Emily del Carmen - Nadia - Valeria Victoria                                               | N/A |
| 3         | María José | Mau y Ricky | Belinda | Camilo |
| 3         | - Renata Tello - Ángel Galván - Ximena - Andrey Cabrera - Alexis Rodríguez                                              | - Erick Elian - Daniel Pozo - Alexandra Marie - Jan Pablo - Valentina Guevara                                             | - Randy Ortiz - Mabel - Damián & Leonardo - Romina Go - Carlos Gael                                                                           | - Santiago Flores - Álex Gricco - Luis Ángel Montes - Hannia - Óscar Patricio                                                        |
| 4         | Mau y Ricky | María León | Paty Cantú | Joss Favela |
| 4         | - Kevin Aguilar - Miguel Paredes - Suri Deneb - Ian Ariel - Carlos Paul - Anyeli Campas - Itai Santana - Ángel Santiago | - Habana Zoé - Ximena Rentería - Michelle Quihuis - Job Adán - Jesús Amisday - Isabela Vital - Alondra Olmos - Ian Alonso | - José Antonio López - Yuneisis Mena - Constanza Navarro - Meredit Nicole - Omar Alfonso - Xóchitl Holguín - Alexander Solori - Karim Del Río | - Leonardo Gabriel - Harald Vera - Keyla Itzel - Santiago Pulido - Alondra Girón - Hugo Emiliano - Alondra Domínguez - Diego Salazar |

## Resumen
| - Equipo Maluma - Equipo Emmanuel & Mijares - Equipo Rosario - Equipo Carlos - Equipo Lucero - Equipo Melendi - Equipo María José - Equipo Mau & Ricky - Equipo Belinda - Equipo Camilo - Equipo María León - Equipo Paty - Equipo Joss |

| Temporada | Estreno               | Final                   | La Voz Kids México | Segundo Lugar   | Tercer Lugar     | Cuarto Lugar | Coach Ganador | Presentador | Backstage      | Coaches       | Coaches            | Coaches        | Coaches     | Cadena                       |
| Temporada | Estreno               | Final                   | La Voz Kids México | Segundo Lugar   | Tercer Lugar     | Cuarto Lugar | Coach Ganador | Presentador | Backstage      | 1             | 2                  | 3              | 4           | Cadena                       |
| --------- | --------------------- | ----------------------- | ------------------ | --------------- | ---------------- | ------------ | ------------- | ----------- | -------------- | ------------- | ------------------ | -------------- | ----------- | ---------------------------- |
| 1         | 12 de marzo de 2017   | 14 de mayo de 2017      | Eduardo Barba      | Mariana Najera  | Deylan López     | N/A          | Maluma        | Yuri        | Olivia Peralta | Maluma        | Emmanuel & Mijares | Rosario Flores | N/A         |                              |
| 2         | 20 de octubre de 2019 | 22 de diciembre de 2019 | Roberto Xavier     | Mario Girón     | Mónica Plehn     | N/A          | Lucero        | Yuri        | Olivia Peralta | Carlos Rivera | Lucero             | Melendi        | N/A         |                              |
| 3         | 22 de marzo de 2021   | 26 de abril de 2021     | Randy Ortiz        | Santiago Flores | Renata Tello     | Erick Elian  | Belinda       | Eddy Vilard | Sofía Aragón   | María José    | Mau & Ricky        | Belinda        | Camilo      | Archivo:Azteca Uno logo.webp |
| 4         | 25 de abril de 2022   | 31 de mayo de 2022      | Kevin Aguilar      | José A. López   | Leonardo Gabriel | Habana Zoé   | Mau y Ricky   | Eddy Vilard | Sofía Aragón   | Mau & Ricky   | María León         | Paty Cantú     | Joss Favela | Archivo:Azteca Uno logo.webp |

## La Voz Kids (2017)

### Coaches
| Nombre             | Edad       | Descripción                     | Estilo musical                    | Asesores       |
| ------------------ | ---------- | ------------------------------- | --------------------------------- | -------------- |
| Maluma             | 23 años    | Estrella Urbana y Internacional | Reguetón, trap latino, pop latino | María León     |
| Emmanuel & Mijares | 61–58 años | Artistas Internacionales        | Latin pop, Balada, New Wave, Pop  | Julión Álvarez |
| Rosario Flores     | 52 años    | Artista consagrada              | Pop, Pop-Rock, Rumba, Flamenco    | Maite Perroni  |

## La Voz Kids 2 (2019)

### Coaches
| Nombre        | Edad    | Descripción           | Estilo musical                                      | Asesores               |
| ------------- | ------- | --------------------- | --------------------------------------------------- | ---------------------- |
| Lucero        | 50 años | Artista Internacional | Banda sinaloense, Pop, Ranchera, Baladas en español | Fanny Lu               |
| Carlos Rivera | 33 años | Artista Internacional | Latin pop, Balada romántica                         | Manuel & Julián Turizo |
| Melendi       | 40 años | Artista Internacional | Pop-Rock, Balada romántica, Pop                     | Natalia Jiménez        |

## La Voz Kids 3 (2021)

### Coaches
| Nombre      | Edad       | Descripción           | Estilo musical                                    |
| ----------- | ---------- | --------------------- | ------------------------------------------------- |
| Belinda     | 31 años    | Artista Internacional | Latin pop, pop rock, dance-pop, electropop        |
| Camilo      | 27 años    | Estrella Urbana       | Latin pop, Tropipop, pop                          |
| María José  | 45 años    | Artista Internacional | Latin pop, pop rock, Rock, Balada romántica, soul |
| Mau y Ricky | 27–30 años | Estrellas Urbanas     | Reggaeton, Latin pop, pop rock                    |

## La Voz Kids 4 (2022)

### Coaches
| Nombre      | Edad       | Descripción           | Estilo musical                              |
| ----------- | ---------- | --------------------- | ------------------------------------------- |
| Mau y Ricky | 28–31 años | Estrellas Urbanas     | Reggaeton, Latin pop, pop rock              |
| Paty Cantú  | 38 años    | Artista Internacional | Latin pop, pop rock, Balada romántica, Rock |
| Joss Favela | 31 años    | Artista regional      | Banda sinaloense, Ranchera                  |
| María León  | 35 años    | Artista Nacional      | Latin pop, pop, pop rock, Reggaeton         |